# Lachmetha spinitarsis
Lachmetha spinitarsis är en stekelart som beskrevs av Cameron 1903. Lachmetha spinitarsis ingår i släktet Lachmetha och familjen brokparasitsteklar. Inga underarter finns listade i Catalogue of Life.